# Jacky Martens
Jacky Martens (Lommel, Belgica, 3 de julio de 1963) es un expiloto de motocross profesional belga. Compitió en el Campeonato Mundial de Motocross desde 1979 hasta 1997. Su logro más destacado es ganar el Campeonato Mundial de 500cc en 1993.

## Trayectoria
Nacido en Lommel, Bélgica, la primera carrera de motocross de Martens fue en 1979, y a mediados de la década de 1980 hizo su gran avance en el motocross de Gran Premio, originalmente en una Honda privada, antes de pasarse al equipo de carreras de fábrica KTM, culminando con un mejor resultado de segundo lugar en el campeonato mundial de motocross de 500cc en 1991.
En 1992, Martens se unió al equipo oficial de Husqvarna, pilotando la imponente Husqvarna 610 de cuatro tiempos. Muchos consideraron que esto supuso un retroceso para Martens, ya que, a diferencia de hoy, las motos de cuatro tiempos se consideraban lentas, voluminosas y poco competitivas en comparación con las de dos tiempos. Martens tuvo una difícil temporada 1992 en algunos momentos, pero algunos resultados alentadores más adelante en el año le permitieron terminar undécimo en el campeonato.
Sin embargo, 1993 fue un comienzo diferente. Tras un inicio estable en la carrera en Hawkstone Park, Martens demostró rápidamente su valía y la de su máquina, ascendiendo a la cima del campeonato mundial de 500cc, junto al sueco Jorgen Nilsson. El campeonato estuvo disputado hasta la última ronda, donde Martens se alzó con el título y se convirtió en el primer piloto en ganar la categoría reina de 500cc con una cuatro tiempos desde que Jeff Smith lograra la hazaña en 1965.
En 1994, Martens volvió a luchar por el título, siendo su principal rival el sueco Marcus Hansson. Una vez más, el título se decidió en la última carrera, pero una caída en la última manga le costó el título, quedando segundo en la general por un estrecho margen.
1995 y 1996 estuvieron marcados por lesiones, y la última temporada de Martens como piloto fue en 1997. Para entonces, Martens no era considerado un piloto fiable, pero logró sorprender a muchos aficionados y obtuvo resultados impresionantes, incluyendo una victoria en manga en el Gran Premio de Gran Bretaña en Hawkstone Park.
Tras retirarse, Jacky Martens se convirtió en el director del equipo JM Racing KTM,  Martens guio a su compatriota Sven Breugelmans a la conquista del campeonato mundial de MX3 en 2005 y 2008. Dirigió el equipo oficial de Husqvarna en la categoría MX2 de 2014 a 2019. En 2020, Martens fundó el equipo JM Honda Racing para competir en la categoría de MXGP.

## Palmarés
- Campeón del Mundo en 1993 de 500cc.